# Walther Sandriman
Walther Toekiman Sandriman (1 januari 1938 – 3 november 2016) was een Surinaams docent staatsinrichting. Van 2000 tot 2005 was hij minister van Onderwijs en Volksontwikkeling in het kabinet-Venetiaan II.

## Biografie
Walther Sandriman slaagde in 1956 voor het meer uitgebreid lager onderwijs (mulo) op de C.R. Frowijnschool en in 1961 voor het tweede gedeelte van de ambtenarenopleiding aan de Surinaamse Rechtsschool. In januari 1975 nam hij zitting in de Grondwetscommissie, als deskundige vanuit zijn functie als docent staatsinrichting.
Hij was daarnaast voorzitter van de Associatie Surinaamse Voetbal Scheidsrechters (ASVS). Op zijn voorstel ging deze vereniging op in de Surinaamse Voetbal Scheidsrechters Organisatie (SVSO). Hiermee wilde hij de bevoordeling van scheidsrechters van de SVSO tegengaan. Van 1975 tot 1977 was hij eerste secretaris in het bestuur van de Surinaamse Voetbal Bond (SVB). Hij was secretaris en voorzitter van de comité dat eind 1982 de wereldkampioenschappen dammen in Suriname zou organiseren. Deze werd op 10 december 1982 uitgesteld. In de dagen daarvoor vonden de Decembermoorden plaats in Suriname. Aan het eind van de maand liet hij de Werelddambond weten dat Suriname alsnog bereid was om de wk te organiseren. Hij was sociaal actief vanuit de Lions Club Paramaribo Central.
Van 4 augustus 2000 tot 4  augustus 2005 was hij minister van Onderwijs en Volksontwikkeling in het kabinet-Venetiaan II (2000-2005). Hij werd voor deze functie voorgedragen door Pertjajah Luhur (PL) van Paul Somohardjo. Op 12 december 2003 tekenden Sandriman en zijn Nederlandse ambtgenoot Medy van der Laan voor de toetreding van Suriname als geassocieerd lid tot de Nederlandse Taalunie. Tijdens zijn ministerschap zette hij zich in voor de uitbreiding van alle studierichtingen in het district Nickerie. In november 2004 werd de installatie van de eerste 29 leden van het Nationaal Jeugdparlement een feit.
Hij werd op 24 november 1978 onderscheiden als Ridder in de Ereorde van de Gele Ster. Op 25 november 2009 werd hij onderscheiden als Commandeur in de Ereorde van de Palm.
Walther Sandriman overleed in 2016. Hij is 78 jaar oud geworden.